# Menander coruscans
Menander coruscans is een vlindersoort uit de familie van de prachtvlinders (Riodinidae), onderfamilie Riodininae.
Menander coruscans werd in 1867 beschreven door Butler.